# ポーカー・フェイス (テレビドラマ)
『ポーカー・フェイス』（Poker Face)は、ライアン・ジョンソンが制作し、ストリーミングサービスピーコックで配信されたアメリカ合衆国のコメディミステリーテレビシリーズである。

## 概要
ナターシャ・リオンは第75回プライムタイムエミー賞コメディ部門優秀主演女優賞にノミネートされた。2023年2月、シーズン2の制作が決定した。
日本では、2024年3月1日からU-NEXTで独占配信されている。

## キャスト
| 登場話    | 役名                                 | 俳優                             | 日本語吹替                                    |
| --------- | ------------------------------------ | -------------------------------- | --------------------------------------------- |
| 全話      | チャーリー・ケール                   | ナターシャ・リオン               | 小林ゆう                                      |
| シーズン1 |                                      |                                  |                                               |
| 1.2.4.10  | クリフ・ルグラン                     | ベンジャミン・ブラット           | 加瀬康之                                      |
| 5.10      | ルカ・クラーク                       | サイモン・ヘルバーク             | 橘諒                                          |
| 1         | スターリング・フロスト・Jr           | エイドリアン・ブロディ           | 井上和彦                                      |
| 1         | ナタリー・ヒル                       | ダーシャ・ポランコ               | 中村慈                                        |
| 1         | パーカー保安官                       | ノア・セガン                     | 橘諒                                          |
| 2         | ジェド                               | コルトン・ライアン               | 三宅健太                                      |
| 2         | サラ（コンビニ店員）                 | ミーガン・スリ                   | 中村慈                                        |
| 2         | マージ                               | ホン・チャウ                     | 松田喜実                                      |
| 2         | エイブ（ジェドの叔父）               | ジョン・ラッツェンバーガー       |                                               |
| 2         | ダミアン                             | ブランドン・マイケル・ホール     | 橘諒                                          |
| 2         | ダイナ                               | チェルシー・フライ               |                                               |
| 3         | タフィー・ボイル                     | リル・レル・ハウリー             | かぬか光明                                    |
| 3         | マンディ・ボイル                     | ダニエル・マクドナルド           | 石川藍                                        |
| 3         | オースティン / ハンキー・T・ピキンス | シェーン・ポール・マクギー       | 橘諒                                          |
| 3         | ジョージ・ボイル                     | ラリー・ブラウン                 | 宮内敦士                                      |
| 4         | ルビー・ルイン                       | クロエ・セヴィニー               | 高山みなみ                                    |
| 4         | ギャビン（ドラマー）                 | ニコラス・シリロ                 | 岩河拓吾                                      |
| 4         | アル（ギタリスト）                   | ジョン・ダーニエル               | 橘諒                                          |
| 4         | エスキー（ベーシスト）               | GK・ウメ                         | 斉藤隼一                                      |
| 4         | デュトロノミー（ローディー）         | チャック・クーパー               | 長田任                                        |
| 5         | アイリーン・スマザーズ               | ジュディス・ライト               | 沢田敏子                                      |
| 5         | ジョイス・カーター                   | S・エパサ・マーカーソン          | 片岡富枝                                      |
| 5         | ベティ                               | K・カラン                        | 一城みゆ希                                    |
| 5         | ベン / ガブリエル                    | リード・バーニー                 | 白熊寛嗣                                      |
| 5         | ビリー                               | ダリウス・フレイザー             | 斉藤隼一                                      |
| 6         | キャスリーン・タウンゼント           | エレン・バーキン                 | 平野文                                        |
| 6         | マイケル・グレイムス                 | ティム・メドウス                 | 銀河万丈                                      |
| 6         | レベッカ                             | オードリー・コルサ               | 中村美怜                                      |
| 6         | エヴァ                               | ジャミーラ・ジャミル             | 中村慈                                        |
| 6         | ハリー                               | ニール・カニンガム               | 斉藤隼一                                      |
| 6         | フィル                               | クリス・マッキニー               |                                               |
| 7         | キース・オーエンス                   | ティム・ブレイク・ネルソン       | さかき孝輔                                    |
| 7         | デイヴィス・マクダウェル             | チャールズ・メルトン             | 武内駿輔                                      |
| 7         | ドナ・オーウェンズ                   | レスリー・シルヴァ               | 松田喜実                                      |
| 7         | ケイティ・オーウェンズ               | ジャスミン・アイヤナ             | 中村慈                                        |
| 7         | ジェーン・マクダウェル               | エンジェル・デサイ               | 中村美怜                                      |
| 7         | ランディ                             | ジャック・アルコット             | 斉藤隼一                                      |
| 8         | アーサー・リプティン                 | ニック・ノルティ                 | 宝亀克寿                                      |
| 8         | ローラ                               | チェリー・ジョーンズ             | 小山茉美                                      |
| 8         | ラウル                               | ルイス・ガスマン                 | 橘諒                                          |
| 8         | マックス                             | ティム・ラス                     | 橋本雅史                                      |
| 8         | リリー・アルヴァン                   | ローワン・ブランチャード         | 台詞なし                                      |
| 9         | トレイ・ネルソン                     | ジョセフ・ゴードン＝レヴィット   | 平川大輔                                      |
| 9         | ジミー                               | デヴィッド・カスタニェーダ       | 斉藤隼一                                      |
| 9         | モーティマー・バーンスタイン         | ステファニー・スー               | 種崎敦美                                      |
| 10        | スターリング・フロスト・シニア       | ロン・パールマン                 | 廣田行生                                      |
| 10        | エミリー・ケール                     | クレア・デュヴァル               | 松田喜実                                      |
| 10        | ベアトリクス・ハスプ                 | リー・パールマン                 | 塩田朋子                                      |
| 全話      | その他                               | N/A                              | 斉藤隼一 中村慈 橘諒 中村美怜 松田喜実 長田任 |
| シーズン2 |                                      |                                  |                                               |
|           | フレッド                             | ジャンカルロ・エスポジート       | 堀内賢雄                                      |
|           |                                      | ケイティ・ホームズ               |                                               |
|           | フラン                               | ギャビー・ホフマン               | 日野由利加                                    |
|           | ジョセフ                             | クメイル・ナンジアニ             | 杉田智和                                      |
|           | アンバー                             | シンシア・エリヴォ               | 朴璐美                                        |
|           |                                      | ジョン・ムレイニー               |                                               |
|           | ラス                                 | サイモン・レックス               | 中井和哉                                      |
|           | ステファニー                         | エヴァ・ジェイド・ハルフォード   | 諸星すみれ                                    |
|           | イライジャ                           | カラム・ヴィンソン               | 小林由美子                                    |
|           | ケンドール                           | サム・リチャードソン             | 高木渉                                        |
|           | ガイ                                 | ジョン・チョー                   | 浪川大輔                                      |
|           | マディ                               | オークワフィナ                   | ニケライ・ファラナーゼ                        |
|           | ブリック                             | クリフ・"メソッド・マン"・スミス | 楠大典                                        |
|           | カービー                             | ハーレイ・ジョエル・オスメント   | 草尾毅                                        |
|           | アレックス                           | パティ・ハリソン                 | 田村睦心                                      |

## スタッフ

### 字幕版
翻訳：根本友紀、製作進行：久留美由香里、製作：ACクリエイト、配給：Paramountグローバル・コンテンツ・ディストリビューション

### 日本語吹替版
演出：吉田啓介、翻訳：荒木小織、調整：大限慎司、製作進行：佐藤ありさ、製作：ACクリエイト、配給：Paramountグローバル・コンテンツ・ディストリビューション

## エピソード
| シーズン | シーズン | 話数 | 話数 | 放送期間      | 放送期間     |
| シーズン | シーズン | 話数 | 話数 | 初回放送      | 最終回放送   |
| -------- | -------- | ---- | ---- | ------------- | ------------ |
|          | 1        | 10   | 10   | 2023年1月26日 | 2023年3月9日 |